# Partito Umanista dell'Angola
Il Partito Umanista dell'Angola (in portoghese: Partido Humanista de Angola) è un partito politico angolano fondato ufficialmente il 27 maggio 2022.

## Storia
Florbela Malaquias, giornalista e politica angolana, fondò il movimento umanista angolano il 21 dicembre 2020, grazie alla frattura che si era creata nell'UNITA. Il 27 maggio del 2022, la Corte Costituzionale approvò la richiesta di Malaquias di istituire ufficialmente il Partito Umanista dell'Angola, il quale partecipò infatti alle elezioni parlamentari di quell'anno vincendo due seggi nell'Assemblea nazionale.

## Risultati elettorali
| Elezione          | Voti   | %    | Seggi   |
| ----------------- | ------ | ---- | ------- |
| Parlamentari 2022 | 63 749 | 1,02 | 2 / 220 |